# Iveco

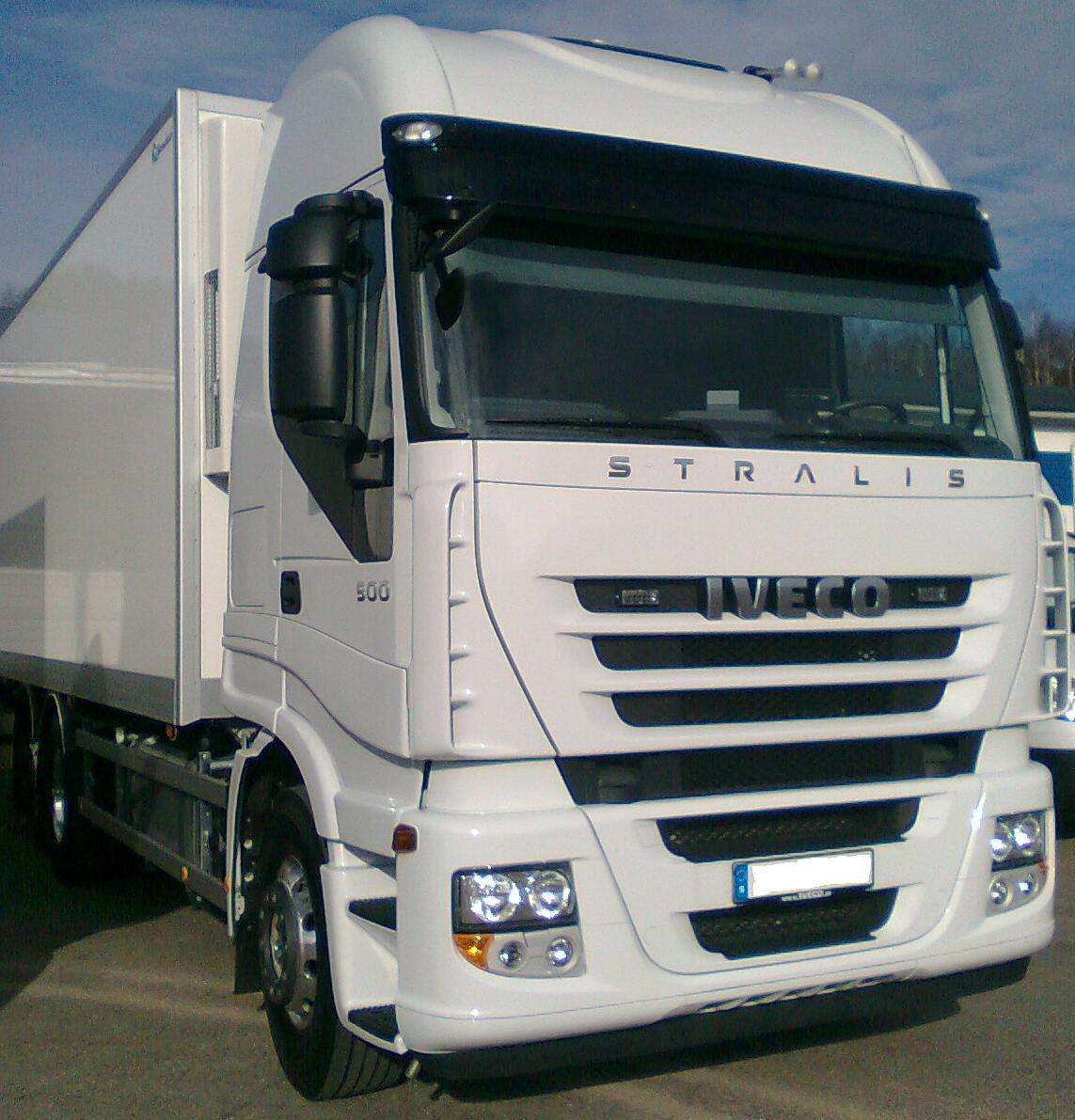
Svenskregistrerad Iveco Stralis

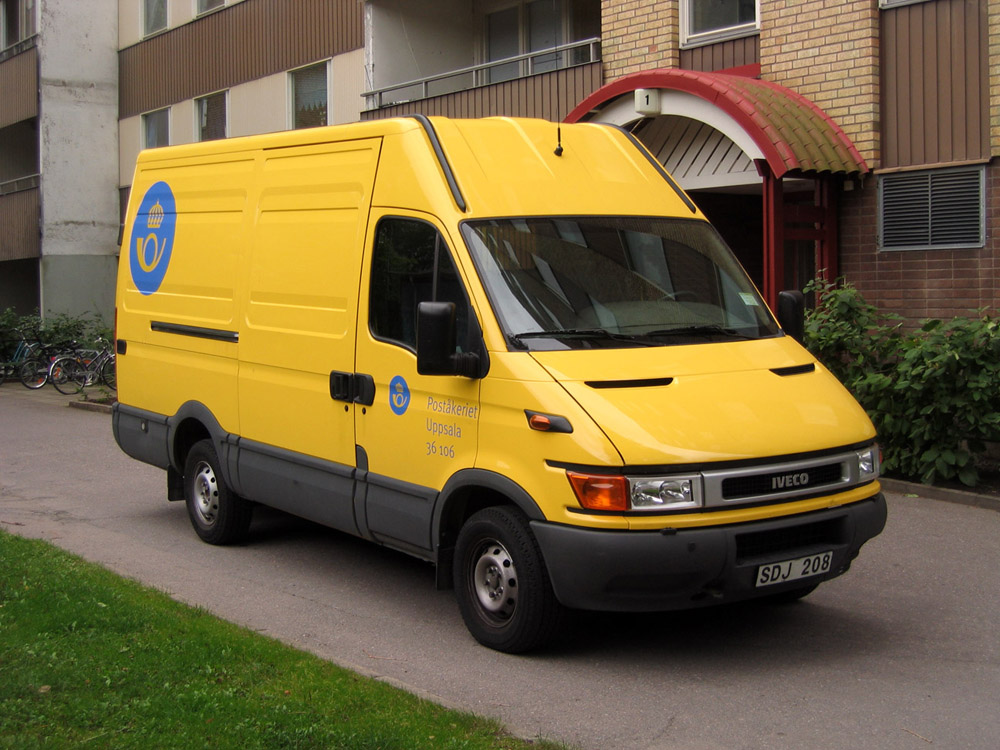
En Iveco Daily tillhörande Poståkeriet Uppsala

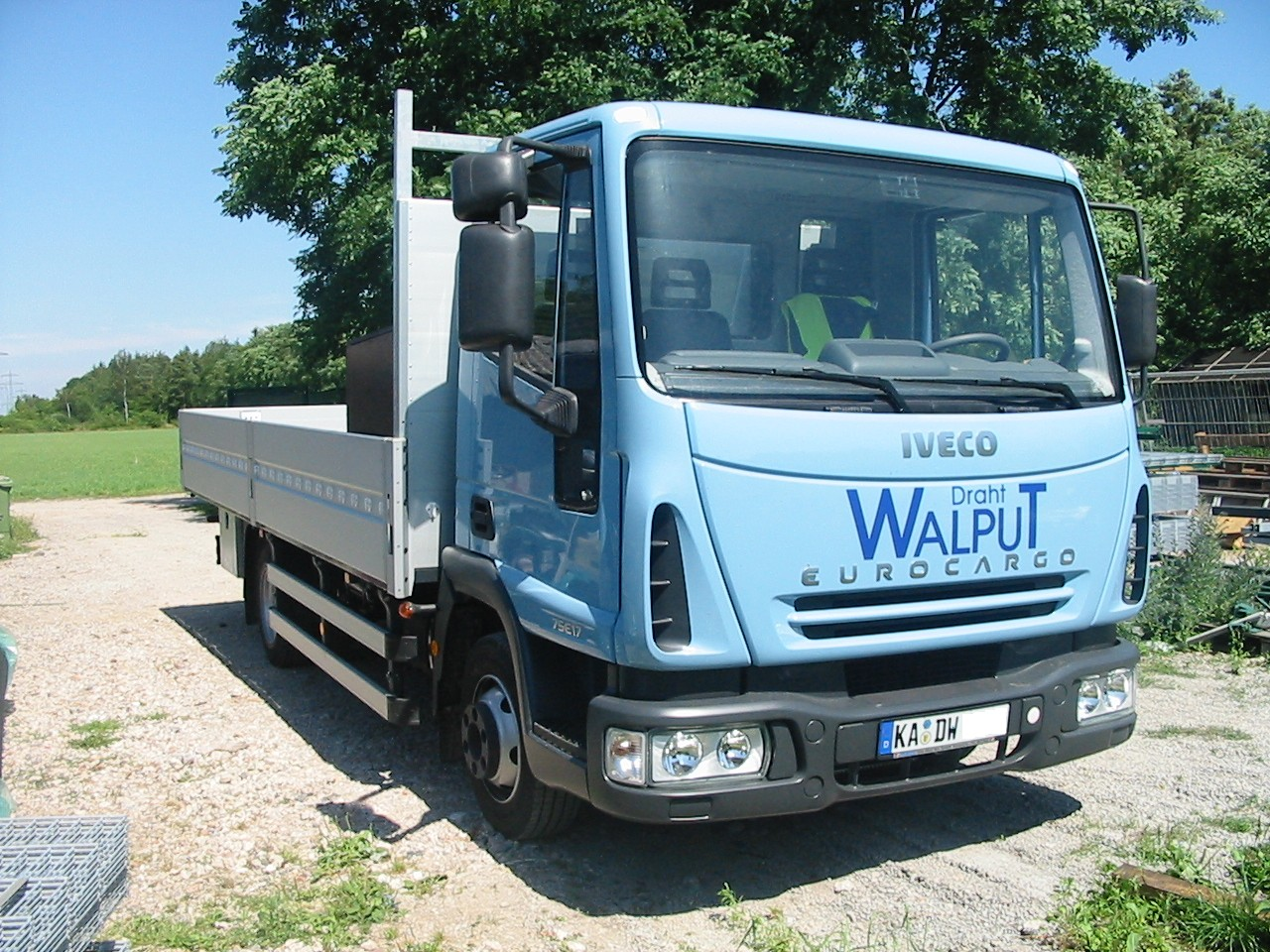
Iveco Eurocargo

Iveco, Industrial Vehicles Corporation, är en italiensk tillverkare av lastbilar och bussar, ägd av CNH Industrial.

## Historia
Iveco skapades under 1970-talet genom en sammanslagning av flera europeiska lastbilstillverkare. Iveco startade 1974 då Klöckner-Humboldt-Deutz (dagens Deutz AG) kom överens med Fiatkoncernen om ett samarbete inom nyttofordon. Fiat Veicoli Industriali S.p.A. med Fiats dotterbolag Lancia Veicoli Speciali S.p.A., OM från Italien och franska UNIC slog sig samman med Magirus-Deutz från Västtyskland. 1975 började Iveco sin verksamhet. 1980 valde Klöckner-Humboldt-Deutz att sälja sina andelar till Fiat.
Företaget är alltså från grunden ett europeiskt företag även om det ofta ses som enbart italienskt då Fiat äger det. Iveco gick 1986 samman med Ford Truck i Storbritannien och 1990 togs ENASA/Pegaso i Spanien över av Iveco. Iveco tog även över Seddon Atkinson.
I slutet av 1990-talet bildades Irisbus med Iveco som största ägare. Irisbus är en koncern som bildats genom sammanslagningar och uppköp av flera busstillverkare. Idag ingår busstillverkarna Heuliez, Ikarus, Iveco, Karosa, Pegaso och Renault i bolaget, men bussarna marknadsförs under ett gemensamt märke som Irisbus.